# Metropolia kuzbaska
Metropolia kuzbaska – jedna z metropolii Rosyjskiego Kościoła Prawosławnego. W jej skład wchodzą trzy eparchie: eparchia kemerowska, eparchia nowokuźniecka i eparchia mariińska. Obejmuje terytorium obwodu kemerowskiego.
Erygowana przez Święty Synod Rosyjskiego Kościoła Prawosławnego na posiedzeniu w dniu 26 lipca 2012. Jej pierwszym ordynariuszem został biskup kemerowski i prokopjewski Arystarch (Smirnow).